# Schizachyrium claudopus
Schizachyrium claudopus är en gräsart som först beskrevs av Emilio Chiovenda, och fick sitt nu gällande namn av Emilio Chiovenda. Schizachyrium claudopus ingår i släktet Schizachyrium och familjen gräs. Inga underarter finns listade i Catalogue of Life.